# Gaëtane Thiney
Gaëtane Iza Laure Thiney (Troyes, 28 ottobre 1985) è una calciatrice francese, centrocampista del Paris FC.

## Carriera

### Club

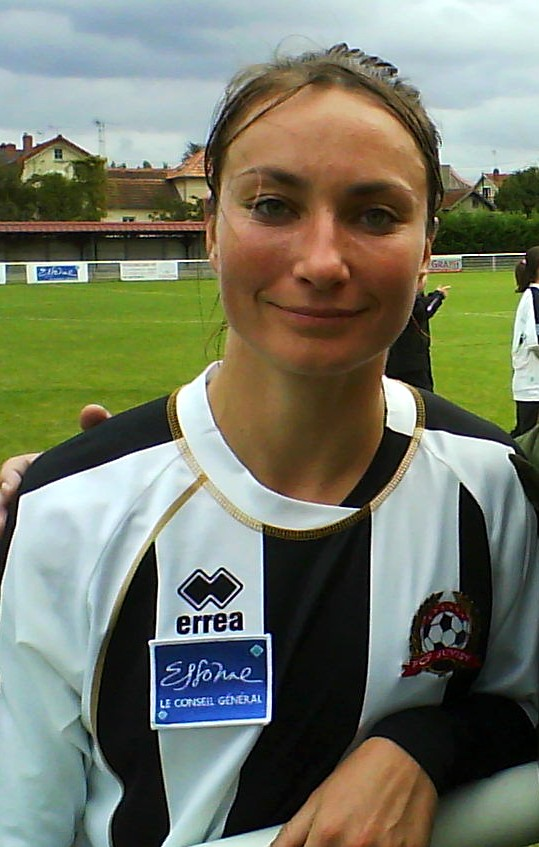
Gaëtane Thiney con la maglia dello nel 2010.

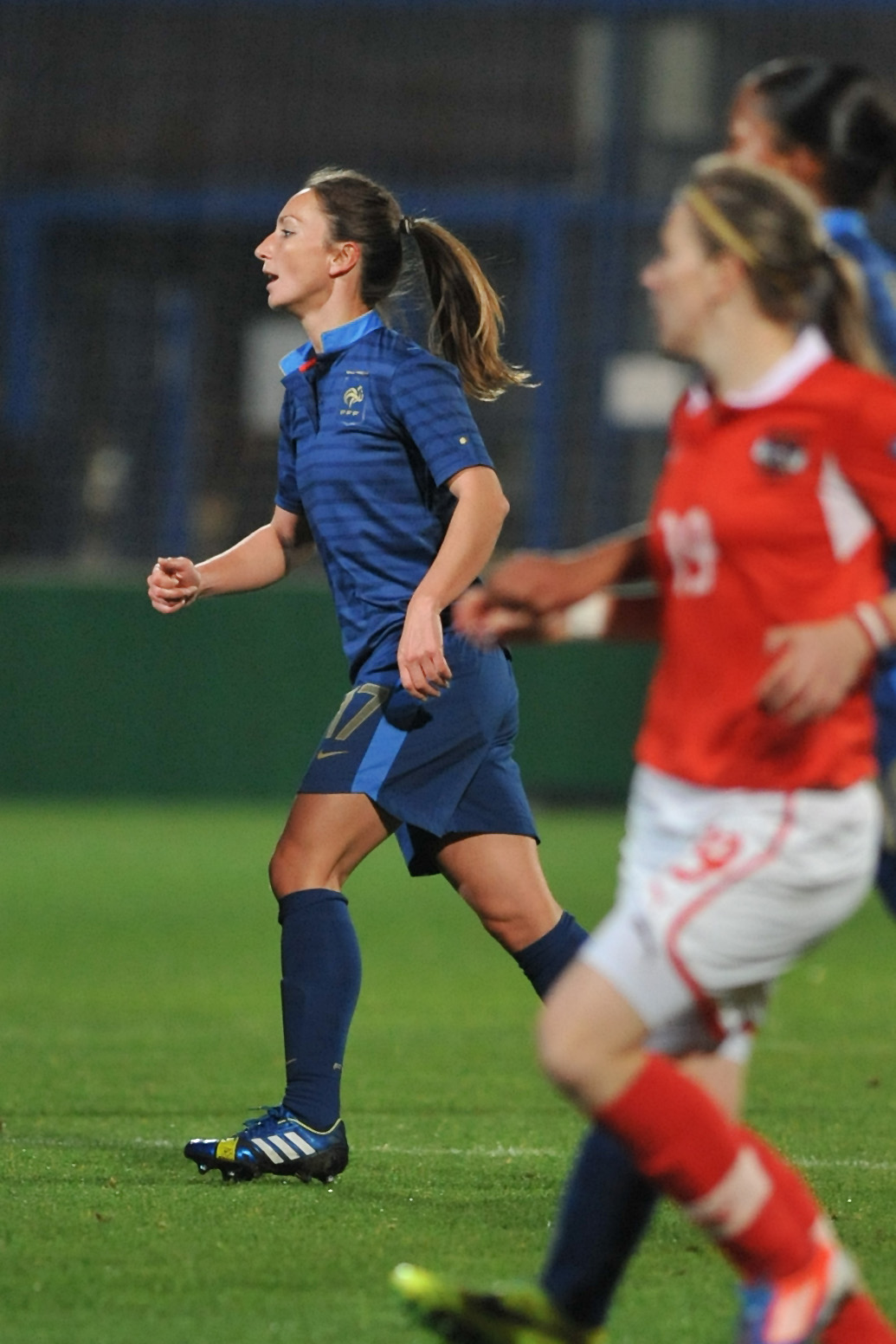
Gaëtane Thiney con la maglia della nazionale francese contro l'Austria nel 2013.

Gaëtane Thiney iniziò a giocare a calcio nelle giovanili dell'ASS Brienne-le-Château, in un paese a pochi chilometri da Troyes, sua città natale. Successivamente passò a giocare nel Saint-Memmie Olympique, società con cui fece il suo esordio nella National 1A, massima serie nazionale, nel corso della stagione 2000-2001. Disputò sei stagioni consecutive nel Saint-Memmie, giocando con continuità nella Division 1 Féminine. Nell'estate 2006 lasciò il Saint-Memmie per andare a giocare nel Compiègne. Al termine della stagione 2006-2007 il Compiègne retrocesse in Division 2 Féminine. Nella stagione 2007-2008 nonostante realizzò 20 reti su 18 partite disputate, risultando capocannoniere del raggruppamento, il Compiègne non andò oltre la metà della classifica.
Nell'estate 2008 Gaëtane Thiney passò all'FCF Juvisy. Alla prima stagione con la maglia bianconera del FCF Juvisy realizzò 10 reti su 21 presenze, contribuendo al raggiungimento del terzo posto finale. Nella stagione 2009-2010 Gaëtane mise a segno nove reti, dando il suo contributo al secondo posto finale dello Juvisy, a un solo punto di distacco dalle campionesse dell'Olympique Lione e qualificandosi alla UEFA Women's Champions League per l'edizione 2010-2011. Quest'edizione vide lo Juvisy approdare ai quarti di finale, venendo poi eliminato dalle tedesche del Turbine Potsdam, e con Gaëtane Thiney sempre presente in campo ed autrice di quattro reti. Grazie al secondo posto conquistato al termine del campionato 2011-2012, lo Juvisy disputò la UEFA Women's Champions League 2012-2013, raggiungendo le semifinali del torneo e venendo eliminato dalle connazionali dell'Olympique Lione. In questa edizione Gaëtane Thiney disputò nuovamente tutte le partite e realizzò due sole reti, entrambe contro lo Zurigo nei sedicesimi di finale e decisive per il passaggio del turno. Nel campionato 2013-2014 Gaëtane Thiney mise a segno 25 reti su 22 presenze, risultando il capocannoniere della Division 1 Féminine.
Gaëtane Thiney ha vinto per due volte il Trophées UNFP du football come miglior calciatrice della Division 1 Féminine: nel 2012 e nel 2014.

### Nazionale
Gaëtane Thiney fece il suo esordio nella nazionale francese il 28 febbraio 2007 nella partita vinta per 2-0 sulla Cina. Fece parte della squadra che prese parte al campionato europeo 2009, realizzando una sola rete nella sfida persa per 1-5 contro la Germania. Il 28 ottobre 2009 in occasione della partita casalinga del girone di qualificazione al campionato mondiale 2011 contro l'Estonia realizzò la sua prima tripletta con la maglia della nazionale. Inoltre, realizzò anche una delle reti che consentirono alla Francia di vincere lo spareggio di ammissione al campionato mondiale contro l'Italia. Venne convocata per il campionato mondiale 2011, competizione durante la quale realizzò una doppietta contro il Canada nella fase a gironi. Nel 2012 arrivò anche la convocazione nella squadra che prese parte ai Giochi della XXX Olimpiade, torneo durante il quale realizzò una rete nel corso della fase a gironi. Negli anni successivi fece parte della squadra che partecipò sia ai campionati europei 2013 sia ai campionati mondiali 2015, e nel 2014 realizzò 15 reti sulle 17 partite che disputò, diventando così un punto fermo della nazionale francese.

## Statistiche

### Presenze e reti nei club
Statistiche aggiornate al 3 maggio 2025.
| Stagione            | Squadra             | Campionato          | Campionato | Campionato | Coppe nazionali | Coppe nazionali | Coppe nazionali | Coppe continentali | Coppe continentali | Coppe continentali | Altre coppe | Altre coppe | Altre coppe | Totale | Totale |
| Stagione            | Squadra             | Comp                | Pres       | Reti       | Comp            | Pres            | Reti            | Comp               | Pres               | Reti               | Comp        | Pres        | Reti        | Pres   | Reti   |
| ------------------- | ------------------- | ------------------- | ---------- | ---------- | --------------- | --------------- | --------------- | ------------------ | ------------------ | ------------------ | ----------- | ----------- | ----------- | ------ | ------ |
| 2000-2001           | Saint-Memmie        | N1A                 | 22         | 3          | -               | -               | -               | -                  | -                  | -                  | -           | -           | -           | 22     | 3      |
| 2001-2002           | Saint-Memmie        | N1A                 | 18         | 2          | -               | -               | -               | -                  | -                  | -                  | -           | -           | -           | 18     | 2      |
| 2002-2003           | Saint-Memmie        | D1                  | 20         | 3          | -               | -               | -               | -                  | -                  | -                  | -           | -           | -           | 20     | 3      |
| 2003-2004           | Saint-Memmie        | D1                  | 22         | 1          | -               | -               | -               | -                  | -                  | -                  | -           | -           | -           | 22     | 1      |
| 2004-2005           | Saint-Memmie        | D1                  | 20         | 6          | -               | -               | -               | -                  | -                  | -                  | -           | -           | -           | 20     | 6      |
| 2005-2006           | Saint-Memmie        | D1                  | 22         | 7          | -               | -               | -               | -                  | -                  | -                  | -           | -           | -           | 22     | 7      |
| Totale Saint-Memmie | Totale Saint-Memmie | Totale Saint-Memmie | 124        | 22         | -               | -               | -               | -                  | -                  | -                  | -           | -           | -           | 124    | 22     |
| 2006-2007           | Compiègne           | D1                  | 21         | 5          | -               | -               | -               | -                  | -                  | -                  | -           | -           | -           | 21     | 5      |
| 2007-2008           | Compiègne           | D2                  | 18         | 20         | CF              | 4               | 5               | -                  | -                  | -                  | -           | -           | -           | 22     | 25     |
| Totale Compiègne    | Totale Compiègne    | Totale Compiègne    | 39         | 25         | -               | 4               | 5               | -                  | -                  | -                  | -           | -           | -           | 43     | 30     |
| 2008-2009           | FCF Juvisy          | D1                  | 21         | 10         | CF              | 3               | 0               | -                  | -                  | -                  | -           | -           | -           | 24     | 10     |
| 2009-2010           | FCF Juvisy          | D1                  | 22         | 9          | CF              | 4               | 1               | -                  | -                  | -                  | -           | -           | -           | 26     | 10     |
| 2010-2011           | FCF Juvisy          | D1                  | 21         | 11         | CF              | 4               | 3               | UWCL               | 9                  | 4                  | -           | -           | -           | 34     | 18     |
| 2011-2012           | FCF Juvisy          | D1                  | 22         | 14         | CF              | 3               | 2               | -                  | -                  | -                  | -           | -           | -           | 25     | 16     |
| 2012-2013           | FCF Juvisy          | D1                  | 17         | 13         | CF              | 2               | 5               | UWCL               | 8                  | 2                  | -           | -           | -           | 27     | 20     |
| 2013-2014           | FCF Juvisy          | D1                  | 22         | 25         | CF              | 2               | 0               | -                  | -                  | -                  | -           | -           | -           | 24     | 25     |
| 2014-2015           | FCF Juvisy          | D1                  | 22         | 14         | CF              | 4               | 4               | -                  | -                  | -                  | -           | -           | -           | 26     | 18     |
| 2015-2016           | FCF Juvisy          | D1                  | 21         | 11         | CF              | 3               | 3               | -                  | -                  | -                  | -           | -           | -           | 24     | 14     |
| 2016-2017           | FCF Juvisy          | D1                  | 19         | 8          | CF              | 3               | 2               | -                  | -                  | -                  | -           | -           | -           | 22     | 10     |
| Totale FCF Juvisy   | Totale FCF Juvisy   | Totale FCF Juvisy   | 187        | 115        | -               | 32              | 25              | -                  | 17                 | 6                  | -           | -           | -           | 236    | 146    |
| 2017-2018           | Paris FC            | D1                  | 22         | 11         | CF              | 2               | 1               | -                  | -                  | -                  | -           | -           | -           | 23     | 11     |
| 2018-2019           | Paris FC            | D1                  | 22         | 8          | CF              | 4               | 2               | -                  | -                  | -                  | -           | -           | -           | 15     | 4      |
| 2019-2020           | Paris FC            | D1                  | 14         | 2          | CF              | 1               | 0               | -                  | -                  | -                  | -           | -           | -           | 15     | 2      |
| 2020-2021           | Paris FC            | D1                  | 22         | 3          | CF              | 1               | 0               | -                  | -                  | -                  | -           | -           | -           | 23     | 3      |
| lug-nov 2021        | NJ/NY Gotham        | NWSL                | 13         | 2          | CC              | -               | -               | -                  | -                  | -                  | -           | -           | -           | 13     | 2      |
| gen-giu 2022        | Paris FC            | D1                  | 11         | 3          | CF              | 3               | 4               | -                  | -                  | -                  | -           | -           | -           | 14     | 7      |
| 2022-2023           | Paris FC            | D1                  | 21         | 5          | CF              | 1               | 1               | UWCL               | 2                  | 0                  | -           | -           | -           | 24     | 6      |
| 2023-2024           | Paris FC            | D1                  | 21+2       | 9          | CF              | 4               | 2               | UWCL               | 10                 | 3                  | -           | -           | -           | 37     | 14     |
| 2024-2025           | Paris FC            | PL                  | 21         | 5          | CF              | 3               | 2               | UWCL               | 4                  | 1                  | -           | -           | -           | 28     | 9      |
| Totale Paris FC     | Totale Paris FC     | Totale Paris FC     | 156        | 46         | -               | 19              | 12              | -                  | 16                 | 4                  | -           | -           | -           | 191    | 63     |
| Totale carriera     | Totale carriera     | Totale carriera     | 519        | 210        | -               | 55              | 42              | -                  | 33                 | 10                 | -           | -           | -           | 607    | 263    |

## Palmarès

### Club
- Coppa di Francia: 1

2024-2025

### Nazionale
- Cyprus Cup: 2

2012, 2014
- SheBelieves Cup: 1

2017
- Campionato d'Europa under 19: 1

2003

### Individuale
- Trophées UNFP du football: 2

2012, 2014
- Capocannoniere del campionato francese femminile: 1

2013-2014 (25 reti)